# دوغ شتال
دوغ شتال (بالإنجليزية: Doug Stahl)‏ هو مصارع هاوي أمريكي، ولد في 25 فبراير 1963.

## روابط خارجية
- دوغ شتال على موقع CageMatch worker (الإنجليزية)